# Talking Loud and Clear
Talking Loud and Clear è un singolo del gruppo synth pop britannico Orchestral Manoeuvres in the Dark, pubblicato nel 1984 ed il secondo estratto dall'album Junk Culture.
La versione del singolo è leggermente più corta rispetto all'originale sull'album

## Tracce
- 7"

1. "Talking Loud and Clear" – 3:53
2. "Julia's Song" – 4:17

- 12"

1. "Talking Loud and Clear" (extended version) – 8:50
2. "Julia's Song" (extended version) – 8:33